# Melanastia bicolor
Melanastia bicolor är en fjärilsart som beskrevs av George Francis Hampson 1930. Melanastia bicolor ingår i släktet Melanastia och familjen mott. Inga underarter finns listade i Catalogue of Life.